# Ловелл (Північна Кароліна)
Ловелл (англ. Lowell) — місто (англ. city) в США, в окрузі Ґестон штату Північна Кароліна. Населення — 3654 особи (2020).

## Географія
Ловелл розташований за координатами 35°16′7″ пн. ш. 81°6′4″ зх. д. / 35.26861° пн. ш. 81.10111° зх. д. (35.268713, -81.101140).  За даними Бюро перепису населення США в 2010 році місто мало площу 6,91 км², з яких 6,89 км² — суходіл та 0,01 км² — водойми.

## Демографія
Згідно з переписом 2010 року, у місті мешкало 3526 осіб у 1393 домогосподарствах у складі 947 родин. Густота населення становила 511 осіб/км².  Було 1536 помешкань (222/км²).
Расовий склад населення:
| - 85,9 % — білих - 8,7 % — чорних або афроамериканців - 1,0 % — азіатів - 0,5 % — корінних американців - 0,1 % — вихідців з тихоокеанських островів - 2,4 % — осіб інших рас |

До двох чи більше рас належало 1,2 %. Частка іспаномовних становила 5,7 % від усіх жителів.
За віковим діапазоном населення розподілялося таким чином: 23,7 % — особи молодші 18 років, 62,7 % — особи у віці 18—64 років, 13,6 % — особи у віці 65 років та старші. Медіана віку мешканця становила 37,4 року. На 100 осіб жіночої статі у місті припадало 88,3 чоловіків;  на 100 жінок у віці від 18 років та старших — 86,9 чоловіків також старших 18 років.
Середній дохід на одне домашнє господарство  становив 59 509 доларів США (медіана — 45 737), а середній дохід на одну сім'ю — 68 885 доларів (медіана — 60 820). Медіана доходів становила 32 482 долари для чоловіків та 31 667 доларів для жінок. За межею бідності перебувало 12,9 % осіб, у тому числі 16,7 % дітей у віці до 18 років та 13,3 % осіб у віці 65 років та старших.
Цивільне працевлаштоване населення становило 1531 особа. Основні галузі зайнятості: виробництво — 24,9 %, освіта, охорона здоров'я та соціальна допомога — 15,3 %, мистецтво, розваги та відпочинок — 11,0 %, роздрібна торгівля — 9,8 %.